# Hecmanville
Hecmanville est une commune française située dans le département de l'Eure en région Normandie.

## Géographie

### Localisation
Hecmanville est une commune de l'Ouest du département de l'Eure. Appartenant à la région naturelle du Lieuvin, elle se situe à l'ouest de la Risle, à 6 km au sud-est de Brionne, chef-lieu du canton, et à 12 km de Bernay, chef-lieu de l'arrondissement. Évreux est à 44 km et Rouen à 54 km.
| Saint-Cyr-de-Salerne | Saint-Cyr-de-Salerne | Brionne      |
| Berthouville         | Hecmanville          | Franqueville |
|                      | Boisney              | Franqueville |

### Hydrographie
La commune est située dans le bassin Seine-Normandie. Elle n'est drainée par aucun cours d'eau,.

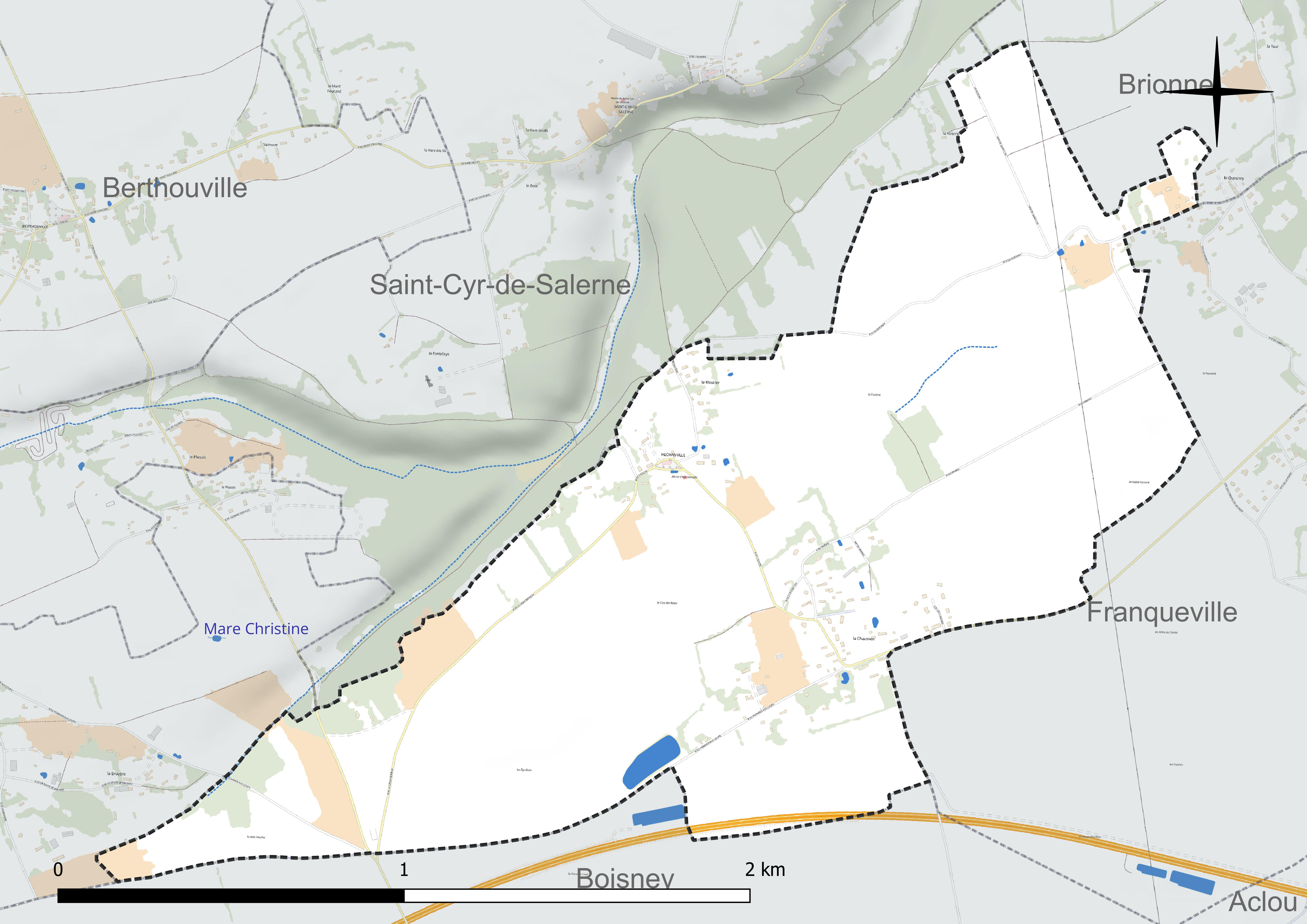
Réseau hydrographique de Hecmanville.

### Climat
Pour des articles plus généraux, voir Climat de la Normandie et Climat de l'Eure.
En 2010, le climat de la commune est de type climat océanique dégradé des plaines du Centre et du Nord, selon une étude du CNRS s'appuyant sur une série de données couvrant la période 1971-2000. En 2020, Météo-France publie une typologie des climats de la France métropolitaine dans laquelle la commune est exposée à un climat océanique et est dans la région climatique  Côtes de la Manche orientale, caractérisée par un faible ensoleillement (1 550 h/an) ; forte humidité de l’air (plus de 20 h/jour avec humidité relative > 80 % en hiver), vents forts fréquents. Parallèlement le GIEC normand, un groupe régional d’experts sur le climat, différencie quant à lui, dans une étude de 2020, trois grands types de climats pour la région Normandie, nuancés à une échelle plus fine par les facteurs géographiques locaux. La commune est, selon ce zonage, exposée à un « climat contrasté des collines », correspondant au Pays d’Auge, Lieuvin et Roumois, moins directement soumis aux flux océaniques et connaissant toutefois des précipitations assez marquées en raison des reliefs collinaires qui favorisent leur formation.
Pour la période 1971-2000, la température annuelle moyenne est de 10,2 °C, avec  une amplitude thermique annuelle de 13,6 °C. Le cumul annuel moyen de précipitations est de 791 mm, avec 12,5 jours de précipitations en janvier et 8,5 jours en juillet. Pour la période 1991-2020, la température moyenne annuelle observée sur la station météorologique la plus proche, située sur la commune de Brionne à 5 km à vol d'oiseau, est de 11,5 °C et le cumul annuel moyen de précipitations est de 791,7 mm,. Pour l'avenir, les paramètres climatiques de la commune estimés pour 2050 selon différents scénarios d’émission de gaz à effet de serre sont consultables sur un site dédié publié par Météo-France en novembre 2022.

## Urbanisme

### Typologie
Au 1er janvier 2024, Hecmanville est catégorisée commune rurale à habitat dispersé, selon la nouvelle grille communale de densité à 7 niveaux définie par l'Insee en 2022.
Elle est située hors unité urbaine et hors attraction des villes,.

### Occupation des sols
L'occupation des sols de la commune, telle qu'elle ressort de la base de données européenne d’occupation biophysique des sols Corine Land Cover (CLC), est marquée par l'importance des territoires agricoles (98,3 % en 2018), une proportion identique à celle de 1990 (98,3 %). La répartition détaillée en 2018 est la suivante : 
terres arables (68 %), zones agricoles hétérogènes (22,3 %), prairies (8 %), forêts (1,7 %). L'évolution de l’occupation des sols de la commune et de ses infrastructures peut être observée sur les différentes représentations cartographiques du territoire : la carte de Cassini (XVIIIe siècle), la carte d'état-major (1820-1866) et les cartes ou photos aériennes de l'IGN pour la période actuelle (1950 à aujourd'hui).

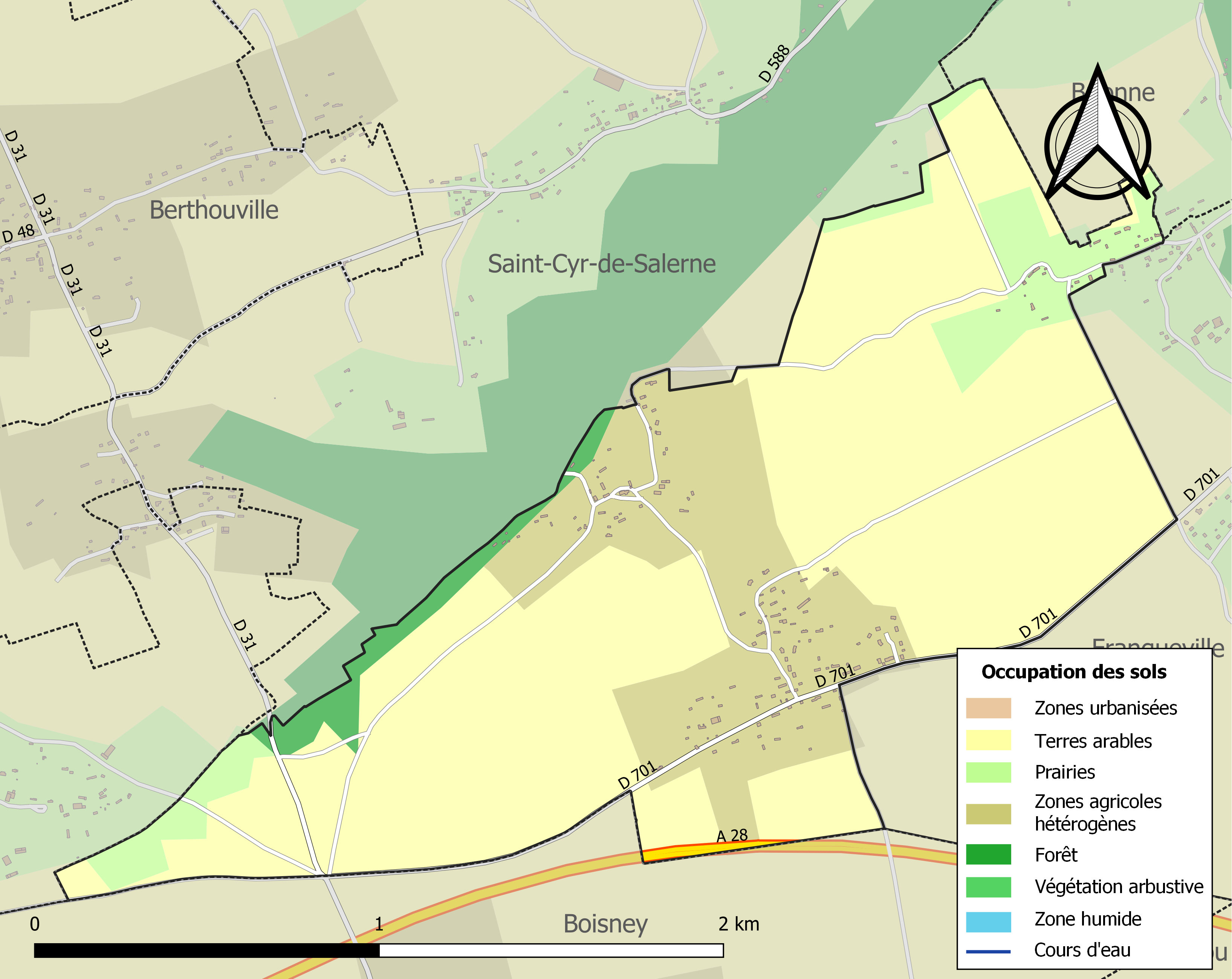
Carte des infrastructures et de l'occupation des sols de la commune en 2018 (CLC).

## Toponymie
Le nom de la localité est attesté sous les formes Heuquemavilla en 1260 (inventaire de l’abbaye du Bec), Heuguemanville en 1331 (cartulaire de Beaumont),, Heuquemanville en 1339 (cart. S. Trinitatis Bellimontis), Heucquemanville en 1400 (min. du not. de Bernay), Hecquemenville en 1754,  Hecmenneville en 1782 (Dictionnaire des postes).
Il s'agit d'une formation toponymique médiévale en -ville au sens ancien de « domaine rural ». Le premier élément est un anthroponyme comme c'est le plus souvent le cas dans ce type de formations.
François de Beaurepaire a identifié le nom de personne scandinave *Helgiman, qui n'est pas attesté. En réalité, la forme exacte du nom norrois est *Helgimaðr et le nom commun helgimaðr « saint homme » est bien attesté dans une saga : « Æpti hún Geirlaug, þá út í tún kom. Heyrðist henni helgimaðr. hringja klukku. Þá var þetta trítill, sem hristi brók sína. Svo var hún heimsk. ».
L'ancien scandinave maðr « homme » se décline en mann à l'accusatif, manni au datif et manns au génitif, ce qui explique l'élément -man- rencontré dans certains toponymes normands. cf. Flottemanville, Septimanville, etc.
Helgi « le Saint » se rencontre comme nom de personne autonome dans Heuqueville, Heugueville, etc. et dans deux personnages cités au Moyen Âge en Normandie : Helgo au XIe siècle, forme latinisée, en pays d'Ouche et qui a donné le toponyme Heugon, ainsi qu'un Petrus Helge de Fayo en 1227 dans la Manche.
L'élément Hec- résulte de la contraction de Heuque-, le -g- [g] d'origine s'est durci en -qu- [k], comme on l'observe ailleurs, de même [ɛl] devant [g] s'est régulièrement vocalisé.

## Histoire
Une voie romaine traverse la commune, la route de Lisieux à Brionne. Pendant la construction de l'autoroute A 28, des fouilles ont été faites au lieu-dit la Chaussée.
Le seigneur d'Heuguemanville est cité pour la première fois en 1198.

## Politique et administration
| Période                                  | Période  | Identité         | Étiquette | Qualité  |
| ---------------------------------------- | -------- | ---------------- | --------- | -------- |
| mars 2001                                | 2014     | Andrée Delamarre |           |          |
| mars 2014                                | En cours | Jean Duthilleul  | DVG       | Retraité |
| Les données manquantes sont à compléter. |          |                  |           |          |

## Démographie
L'évolution du nombre d'habitants est connue à travers les recensements de la population effectués dans la commune depuis 1793. Pour les communes de moins de 10 000 habitants, une enquête de recensement portant sur toute la population est réalisée tous les cinq ans, les populations de référence des années intermédiaires étant quant à elles estimées par interpolation ou extrapolation. Pour la commune, le premier recensement exhaustif entrant dans le cadre du nouveau dispositif a été réalisé en 2005.

En 2022, la commune comptait 197 habitants, en évolution de +15,88 % par rapport à 2016 (Eure : −0,25 %, France hors Mayotte : +2,11 %).
| 1793 | 1800 | 1806 | 1821 | 1831 | 1836 | 1841 | 1846 | 1851 |
| ---- | ---- | ---- | ---- | ---- | ---- | ---- | ---- | ---- |
| 306  | 316  | 340  | 313  | 313  | 307  | 301  | 281  | 251  |

| 1856 | 1861 | 1866 | 1872 | 1876 | 1881 | 1886 | 1891 | 1896 |
| ---- | ---- | ---- | ---- | ---- | ---- | ---- | ---- | ---- |
| 238  | 203  | 192  | 193  | 193  | 158  | 164  | 167  | 144  |

| 1901 | 1906 | 1911 | 1921 | 1926 | 1931 | 1936 | 1946 | 1954 |
| ---- | ---- | ---- | ---- | ---- | ---- | ---- | ---- | ---- |
| 129  | 129  | 112  | 81   | 85   | 94   | 107  | 91   | 73   |

| 1962 | 1968 | 1975 | 1982 | 1990 | 1999 | 2005 | 2006 | 2010 |
| ---- | ---- | ---- | ---- | ---- | ---- | ---- | ---- | ---- |
| 73   | 61   | 58   | 86   | 70   | 104  | 104  | 106  | 137  |

| 2015 | 2020 | 2022 | - | - | - | - | - | - |
| ---- | ---- | ---- | - | - | - | - | - | - |
| 170  | 194  | 197  | - | - | - | - | - | - |

## Culture locale et patrimoine

### Lieux et monuments
- L'église Saint-Just ;
- Le monument aux morts ;
- Parmi le petit patrimoine, des toits de chaume et des pressoirs à cidre.

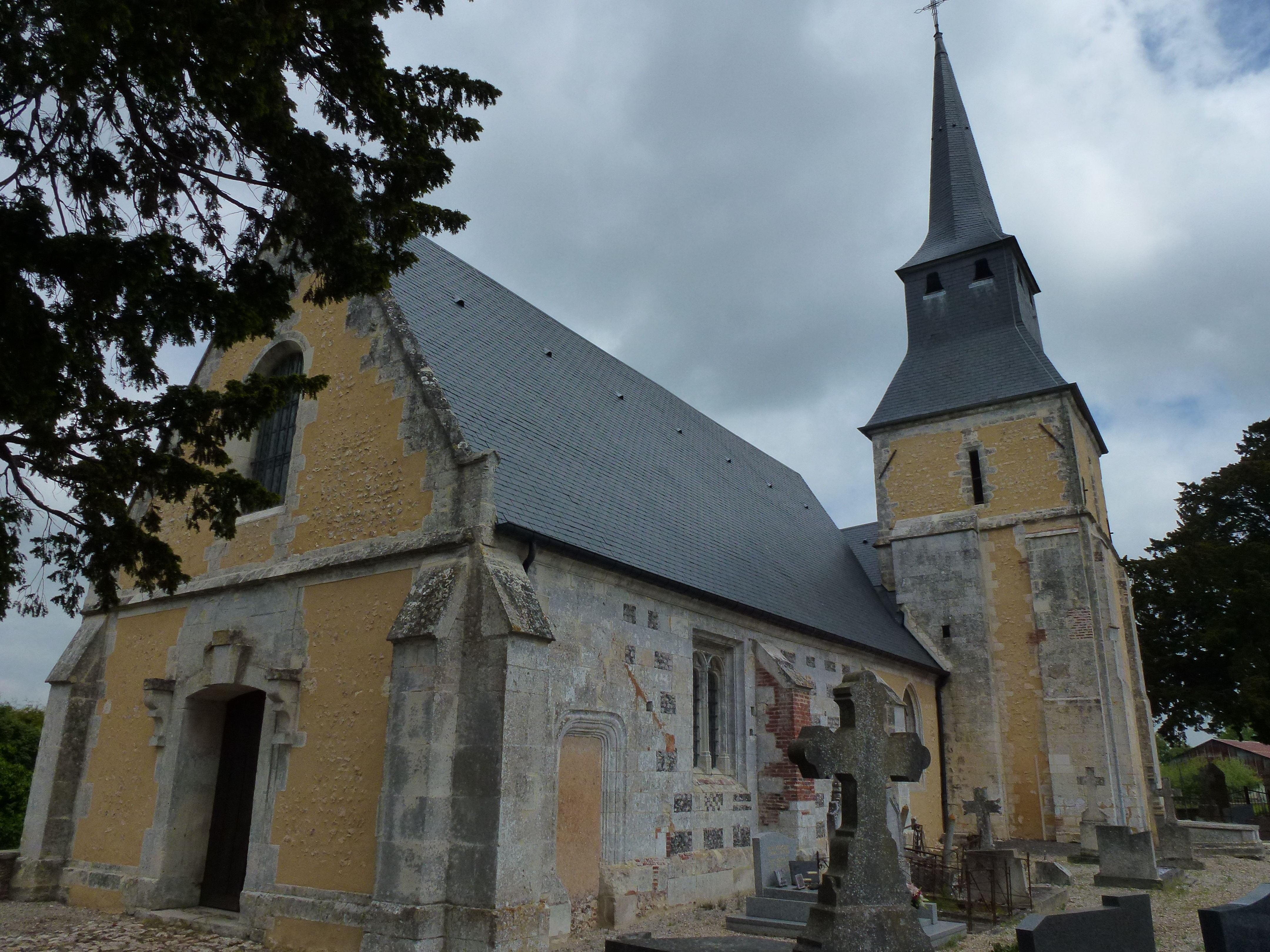
Église Saint-Just.
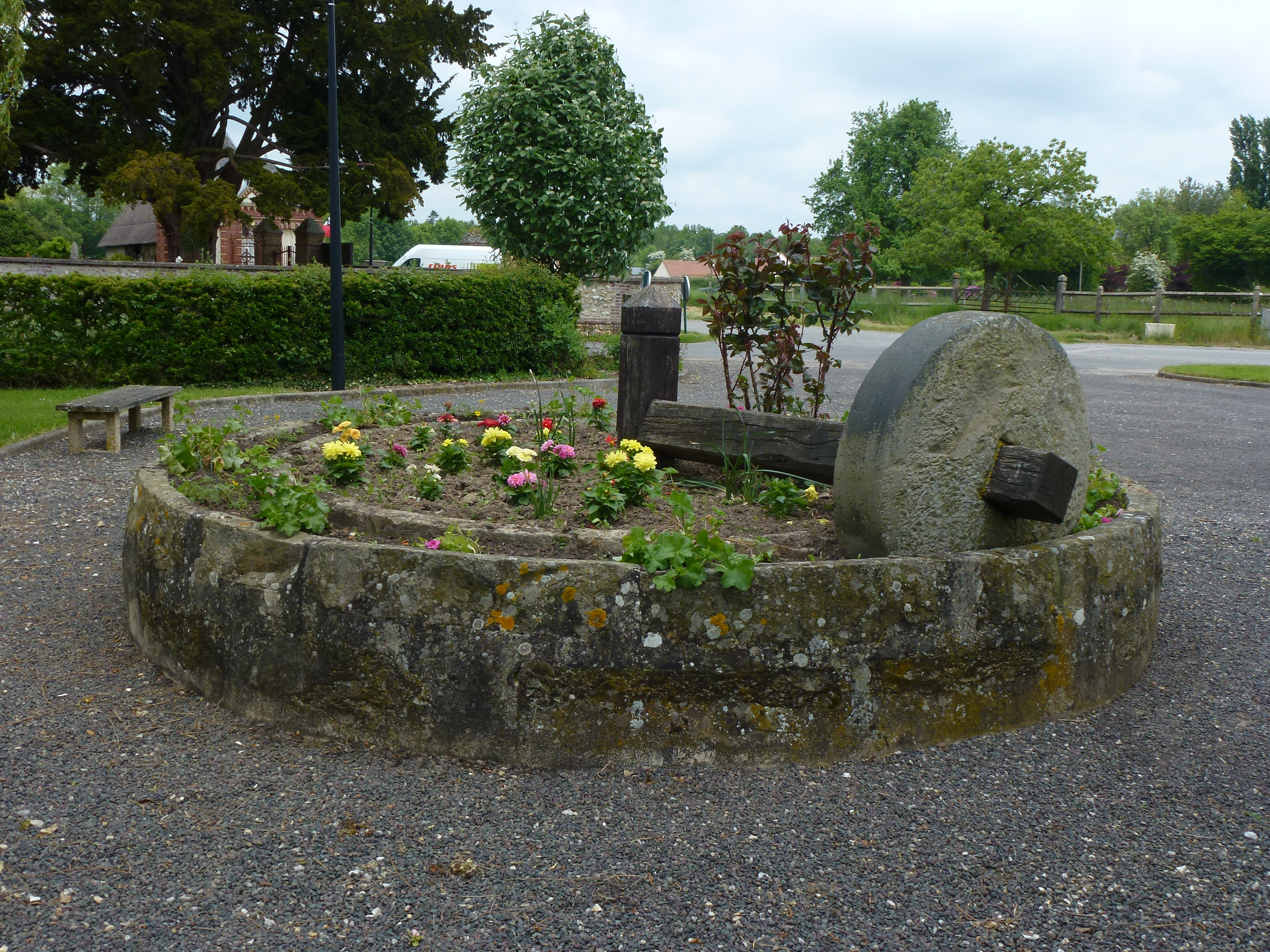
Un pressoir à cidre.
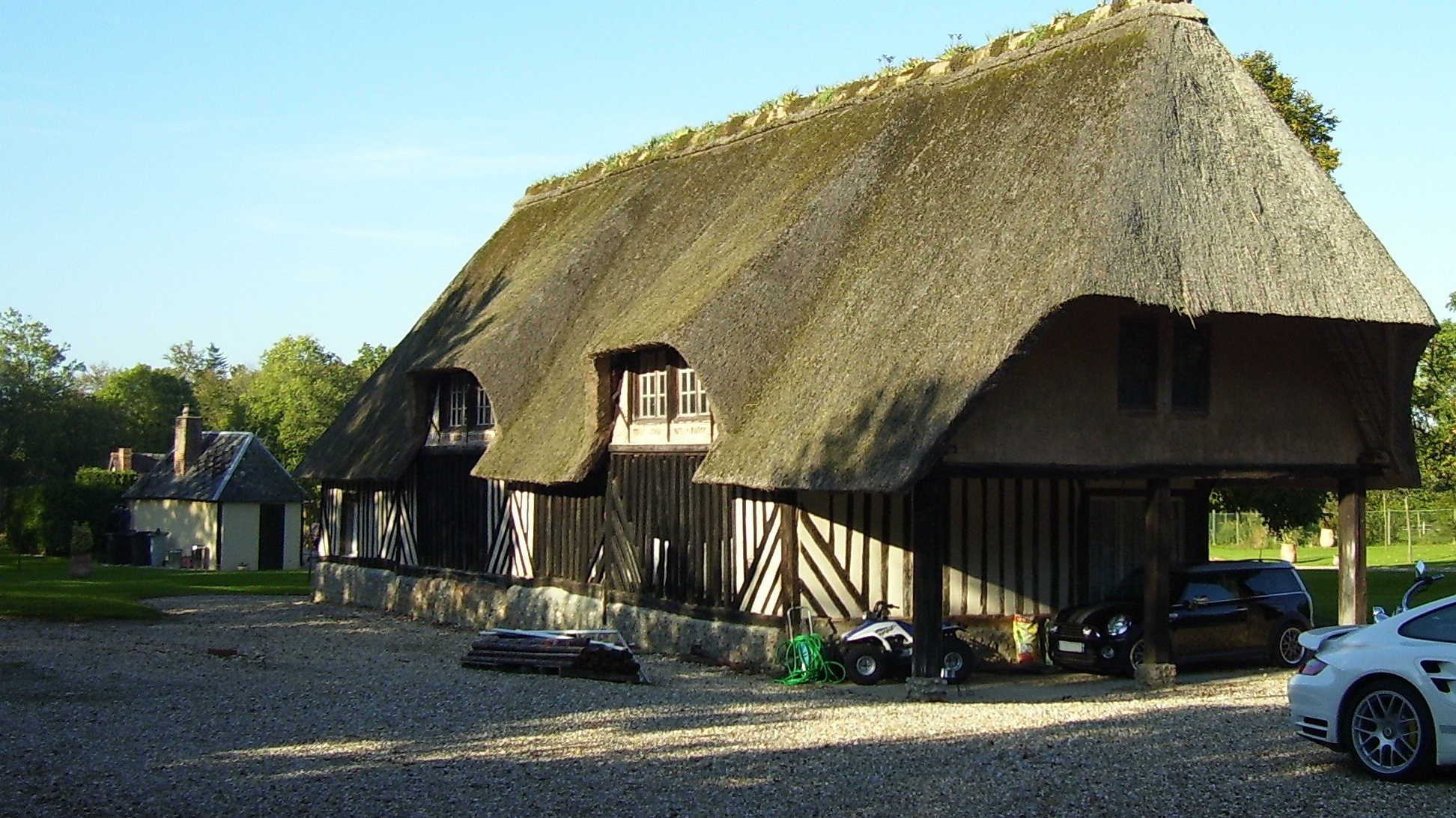
Une maison à toit de chaume.

### Patrimoine naturel

#### ZNIEFF de type 2
- La vallée de la Risle de Brionne à Pont-Audemer, la forêt de Montfort[27].